# مروان عيسى
مروان عبد الكريم علي عيسى وكنيته أبُو البَرَاء (1965 – 10 مارس 2024) قائد عسكري فلسطيني من حركة حماس، وشغل منصب نائب القائد العام لكتائب القسام محمد الضيف، وكان يوصف بأنه «قائدها الفعلي على الأرض»، وعضو المكتب السياسي لحركة حماس، وكان يعد حلقة الوصل بين المستويين السياسي والعسكري في حركة حماس. كان قد لعب دورًا في صفقة شاليط، وتقول إسرائيل أنه زار جلعاد شاليط أكثر من مرة خلال احتجازه في غزة، ويصفه الإعلام الإسرائيلي بأنه يتكلم العبرية بطلاقة، وقد أصيب في غارة إسرائيلية عام 2004.

## النشأة
ولد في عام 1965 في «مخيم البريج» للاجئين الفلسطينيين وسط قطاع غزة، فنشأ حاملا على عاتقه حلم العودة إلى القرية التي هُجّر منها أهله في «بيت طيما» بمدينة المجدل إبان النكبة عام 1948، وتلقى تعليمه في الجامعة الإسلامية في غزة.
انتمى عيسى إلى جماعة الإخوان المسلمين في شبابه، وأسهم في تنفيذ أنشطتها الدعوية والاجتماعية والتنظيمية، وتميّز بين أقرانه ببنيته القوية.
برز لاعبا مميزا في كرة السلة، وكان يلقب بـ«كوماندوز فلسطين»، وكانت له صولات وجولات في الملاعب ضمن فريق «نادي خدمات البريج». مع ذلك لم تكتب له مسيرة رياضية، إذ اعتقله الاحتلال عام 1987 بتهمة الانضمام لحركة «حماس»، واعتقلته بعدها السلطة الفلسطينية عام 1997، ولم يخرج إلا بعد اندلاع انتفاضة الأقصى عام 2000. ولما أفرج عنه ترك الرياضة وشق طريقا مالت إليها نفسه تلبية لواجب الدفاع عن الأرض، فالتحق بكتائب القسام، الجناح العسكري لحركة حماس، وكان حينها في التاسعة عشر من عمره.

## في سجن الاحتلال الإسرائيلي
اعتقلته قوات الاحتلال الإسرائيلي خلال الانتفاضة الأولى مدة خمس سنوات (1987-1993)، بسبب نشاطه التنظيمي في صفوف حماس التي التحق بها في سن مبكرة. وقالت إسرائيل إنه طالما ظل على قيد الحياة فإن ما تصفه بـ«حرب الأدمغة» بينها وبين حماس ستبقى متواصلة. وتصفه بأنه رجل «أفعال لا أقوال»، وتقول إنه ذكي جدا لدرجة «يمكنه تحويل البلاستيك إلى معدن».

## في سجون سلطة فتح
سُجن في سجون السلطة الفلسطينية التابعة لحركة فتح لمدة أربع سنوات، ولكن أفرج عنه مع اندلاع الانتفاضة الثانية.

## مطلوب لدى الاحتلال
قبل انسحاب إسرائيل من غزة كانت تنظر أجهزة الاستخبارات الإسرائيلية لعيسى باعتباره واحد من أخطر المطلوبين، حيث كان له دور كبير في العمليات ضد المستوطنات الإسرائيلية في القطاع.

## بعد اغتيال الجعبري
في نوفمبر 2012، بعد اغتيال أحمد الجعبري زعمت وأشاعت مصادر استخباراتية إسرائيلية بأن مروان عيسى هو خليفة أحمد الجعبري نائب القائد العام لكتائب القسام.

## الحياة الشخصية
توفي الابن الأكبر لعيسى، براء في عام 2009 عندما كان بعمر التاسعة، بينما ورد بإستشهاد إبنًا آخر له يدعى محمد في ديسمبر 2023 في غارة جوية لجيش الإحتلال الإسرائيلي على غزة خلال الحرب الفلسطينية الإسرائيلية 2023.

## استشهاده
أعلنت كتائب القسام عبر بيان عسكري أشار فيه الناطق العسكري لكتائب القسام أبو عبيدة عن استشهاده إلى جانب كلاً من محمد الضيف، رائد ثابت، غازي أبو طماعة، رافع سلامة.